# Fibragallia tridigitata
Fibragallia tridigitata är en insektsart som beskrevs av Nielson 1999. Fibragallia tridigitata ingår i släktet Fibragallia och familjen dvärgstritar. Inga underarter finns listade i Catalogue of Life.